# Скоба Ігор Олегович
І́гор Оле́гович Скоба́ (нар. 21 травня 1982, Джанкой, Крим) — український футболіст, півзахисник, колишній гравець молодіжної збірної України.

## Біографія
Футболом почав займатися в 1997 році в академії київського «Динамо». У столичному клубі грав до 2002 року, хоча вище дублюючого складу піднятися не зумів.
Наступним клубом Скоби став ужгородське «Закарпаття», у складі якого хавбек провів 11 матчів і забив 1 гол. У складі клубу став переможцем Першої ліги. Після цього гравець повернувся в Київ, пограв за третій склад «Динамо», виступав за дубль «Арсеналу».
Устиг пограти в «Іллічівці», «Зорі», «Севастополі».
Із 2010 року по 2014 з перервами захищав кольори луцької «Волині». За лучан відіграв 58 матчів, забив 6 м'ячів. У червні 2014 року по ініціативі «Волині» контракт з Скобою був розірваний.
У жовтні 2014 перейшов у польський «Стоміл».
На початку 2016 року захищав кольори київського «Арсенала», що виступає у другій лізі чемпіонату України. У червні того ж року було повідомлено про перехід гравця до складу «Тернополя», але зрештою цього не сталося.